# Selv hvis jeg hvisker
|  | Denne artikel er oprettet af botten Steenthbot ud fra en ekstern database. Den kan derfor have sproglige fejl eller mangler. Denne skabelon kan fjernes efter kontrol af indholdet. |

Selv hvis jeg hvisker er en dansk oplysningsfilm fra 2014 instrueret af Lin Alluna.

## Handling
Shammi på 21 år er en lille kvinde med store drømme. 
Hele sit liv har hun aktivt kæmpet imod den diskrimination der foregår i Bangladesh. 
I Bangladesh bor der omkring 11 stammer i et område kaldet Chittagong Hill Tracts. De indfødte er udsat for en etnisk udryddelse og dagligt bliver op til flere menneskerettigheder brudt af de Bengalske tilflyttere. 
Selvom Shammi selv tilhører den Bengalske befolkningsgruppe, har hun besluttet sig for at mødes med de indfødte kvinder fra Chittagong.
Vi følger hendes første skridt og tanker om at starte en revolution, der skal ændre forholdet mellem de to folkeslag.